# 阿德默勒爾斯冰原島峰
71°25′S 69°1′W / 71.417°S 69.017°W
阿德默勒爾斯冰原島峰（英語：Admirals Nunatak）是南極洲的冰原島峰，位於亞歷山大一世島中部，處於天王星冰川上游，海拔高度925米，現時由南極條約體系管理。